# Новофёдоровское сельское поселение (Мордовия)
Новофёдоровское се́льское поселе́ние — муниципальное образование в Старошайговском районе Мордовии Российской Федерации.
Административный центр — село Новая Фёдоровка.

## История
Образовано в 2005 году в границах сельсовета.
Законом от 24 апреля 2019 года, Новоалександровское сельское поселение и одноимённый ему сельсоветы были упразднены, а входившие в их состав населённые пункты были включены в Новофёдоровское сельское поселение (сельсовет).

## Население
| 2002 | 2010  | 2012  | 2013 | 2014 | 2015 | 2016 |
| ---- | ----- | ----- | ---- | ---- | ---- | ---- |
| 1618 | ↘1107 | ↘1040 | ↘984 | ↘936 | ↘879 | ↘844 |
| 2017 | 2018  | 2019  | 2020 | 2021 |      |      |
| ↘818 | ↘783  | ↘748  | ↗957 | ↘855 |      |      |

## Состав сельского поселения
| №  | Населённый пункт    | Тип населённого пункта       | Население |
| -- | ------------------- | ---------------------------- | --------- |
| 1  | Авгуры              | деревня                      | ↘63       |
| 2  | Вертелим            | село                         | ↘297      |
| 3  | Верякуши            | село                         | ↘17       |
| 4  | Гавриловка          | деревня                      | ↘64       |
| 5  | Ирсеть              | село                         | ↘56       |
| 6  | Кивчей              | деревня                      | ↘10       |
| 7  | Кулдым              | село                         | ↘241      |
| 8  | Лемдяйский Майдан   | село                         | ↘36       |
| 9  | Надеждинка          | деревня                      | ↘9        |
| 10 | Новая Александровка | село                         | ↘206      |
| 11 | Новая Фёдоровка     | село, административный центр | ↘372      |
| 12 | Темяшево            | село                         | ↘33       |
| 13 | Трегубовка          | деревня                      | ↘8        |